# 5566 (밴드)
5566는 대만의 보이 밴드이다.